# C-3331
La C-3331 era una carretera comarcal que comunicaba Jerez de la Frontera con San Roque, atravesando la Sierra de Grazalema.

## Nomenclatura
La antigua carretera C-3331 pertenecía a la red de carreteras comarcales del Ministerio de Fomento. Su nombre está formado por: C, que indica que era una carretera comarcal de nivel estatal; y el 3331 es el número que recibe según el orden de nomenclaturas de las carreteras comarcales, según donde comiencen, su distancia a Madrid y si son radiales o transversal respecto a la capital.

## Historia
Ha sido traspasada a la Junta de Andalucía y esta ha cedido varios tramos a la Diputación de Cádiz. Sus nuevas denominaciones son:
- A-2003  desde la salida 3 de la  E-5   CA-30  desde Jerez de la Frontera hasta San José del Valle,
- A-2201  desde San José del Valle hasta Algar,
- CA-5102  desde San José del Valle, hasta el cruce con la  A-2304 ,
- CA-8102  desde el Puerto de Gáliz hasta Jimena de la Frontera, y
- A-369  hasta su final en Castellar de la Frontera
- A-405  hasta su final en San Roque en la salida 116 de la  E-15   A-7 .

## Actualidad
Esta antigua ruta ha perdido relevancia con la construcción de la autovía A-381. Pese a esto sigue siendo el más utilizado para los viajes entre el Campo de Gibraltar y Ubrique.
- Datos: Q5554382